# 2037年1月16日日食
2037年1月16日日食是一次日偏食，發生於2037年1月16日。新月當天（即朔日），地球上觀測到月球和太阳的角距離極小，此時月球如果恰好在月球交點附近，穿過太阳和地球之間，與地球、太阳接近一直線，則會出現日食。由於月球偏北或偏南，本影及偽本影從地球以北或以南經過而未接觸地表，只有半影覆蓋了地球北端或南端部分區域，形成日偏食。此次日偏食月球偏北，出現在歐亞大陸中西部和非洲北部。

此次日偏食過程中月影在地表移動的動畫

## 日食概況

### 出現區域
本次日偏食可在歐洲除冰島、斯瓦巴和揚馬延、斯堪的納維亞北部、俄羅斯北部以外的大部分，北非除西撒哈拉南半部和蘇丹南部以外的大部、西非北部、乍得北半部、西亞中北部、中亞、巴基斯坦北半部、印度最北端、中國新疆除南部和東部外的大部分、蒙古西端、西伯利亞西部看到。

### 基本參數
- 類型：日偏食
- 食分最大處（位於瑞典北博滕省北部）資料：
  - 時間：2037年1月16日9:47:33.1
  - 地點：68°30′N 20°48′E / 68.5°N 20.8°E[3]
  - 食分：0.7050（日食帶內最大）[4]

## 相關的日食

### 2036-2039年的日食
月球交替位於相對的月球交點時，以半個交點年（食年），即約177天又4小時間隔出現下列日食。
註：2036年2月27日和2036年8月21日的日偏食屬於上一組交點年系列。
| 日食列表  |           |           |           |           |           |           |           |           |           |           |           |
| 1997-2000 | 2000-2003 | 2004-2007 | 2008-2011 | 2011-2014 | 2015-2018 | 2018-2021 | 2022-2025 | 2026-2029 | 2029-2032 | 2033-2036 | 2036-2039 |

| 升交點   | 升交點                   |          | 降交點                   | 降交點 |
| 沙羅周期 | 地圖                     | 沙羅周期 | 地圖                     |        |
| 117      | 2036年7月23日 偏食（南） | 122      | 2037年1月16日 偏食（北） |        |
| 127      | 2037年7月13日 全食       | 132      | 2038年1月5日 環食        |        |
| 137      | 2038年7月2日 環食        | 142      | 2038年12月26日 全食      |        |
| 147      | 2039年6月21日 環食       | 152      | 2039年12月15日 全食      |        |

### 沙羅周期
沙羅周期長度為18年11天。本次日食屬於沙羅周期122，共包含70次日食，依次為991年4月17日至1117年7月1日的8次日偏食、1135年7月12日至1171年8月3日的3次日全食、1189年8月13日至1207年8月25日的2次全環食（亦稱混合食）、1225年9月4日至1874年10月10日的37次日環食、1892年10月20日至2235年5月17日的20次日偏食，總共歷時1244.08年。其中最長的全食發生於1135年7月12日，共持續了1分25秒。
下表列舉了1901年至2100年間發生的屬於該周期的日食，是第52至62次：
| 52            | 53             | 54             |
| ------------- | -------------- | -------------- |
| 1910年11月2日 | 1928年11月12日 | 1946年11月23日 |
| 55            | 56             | 57             |
| 1964年12月4日 | 1982年12月15日 | 2000年12月25日 |
| 58            | 59             | 60             |
| 2019年1月6日  | 2037年1月16日  | 2055年1月27日  |
| 61            | 62             |                |
| 2073年2月7日  | 2091年2月18日  |                |

## 資料來源
1. ↑  樊忠玉. . 中国天文科普网.   [2018-02-08]. （原始内容存档于2014-09-17）.
2. ↑  Fred Espenak. . NASA Eclipse Web Site.   [2018-02-08]. （原始内容存档于2020-10-21）.（英文）
3. ↑  Fred Espenak. . NASA Eclipse Web Site.   [2018-02-08]. （原始内容存档于2020-10-23）.（英文）
4. ↑  Fred Espenak. . NASA Eclipse Web Site.   [2018-02-08]. （原始内容存档于2019-06-11）.（英文）
5. ↑  Fred Espenak. . NASA Eclipse Web Site.（英文）

## 外部連結
- NASA日食專頁（页面存档备份，存于）（英文）
- 可見區域圖和時間統計：由弗雷德·埃斯佩納克做出的日食預報，NASA/GSFC
  - 貝塞爾元素

| \| \| 日食 \|                             |                              |                                           |
| 上一次日食： 2036年8月21日日食 （日偏食） | 2037年1月16日日食 （日偏食） | 下一次日食： 2037年7月13日日食 （日全食） |
| 上一次日偏食： 2036年8月21日日食          | 2037年1月16日日食 （日偏食） | 下一次日偏食： 2040年5月11日日食          |
|                                           | 日食                         |                                           |